# Ralph Curtiss Benedict
Ralph Curtiss Benedict  ( * 1883-1965) fue un botánico y pteridólogo estadounidense.
Desarrolló gran parte de su actividad científica en el Jardín Botánico de Brooklyn.

## Algunas publicaciones
- 1907. The genus Antrophyum. Contributions from the New York Botanical Garden
- 1909. The genus Ceratopteris: a preliminary revision. Contributions from New York Botanical Garden 126
- 1910. A peculiar habitat for Camptosorus. Torreya. Torrey Botanical Club
- 1914. A revision of the genus Vittaria J.E. Smith. Contributions from the New York Botanical Garden
- 1922. Game laws for ferns and wild flowers. Brooklyn Botanic Garden & American Fern Society
- 1923a. Wild plant conservation in Connecticut, a suburban state. Brooklyn Botanic Garden leaflets. Ed. Brooklyn Botanic Garden. 4 pp.
- 1923b. New bud sports in Nephrolepis. Contributions, Brooklyn Institute of Arts and Sciences, Brooklyn Botanic Garden
- 1924. Variation among the sporelings of a fertile sport of the Boston fern. Contributions, Brooklyn Institute of Arts and Sciences, Brooklyn Botanic Garden
- 1941. Life science based on high school biology. Ed. The Macmillan Co.
- 1943. Problems and objectives in the study of fern hybrids. Contributions, Brooklyn Institute of Arts and Sciences, Brooklyn Botanic Garden

### Libros
- 1909. Underwood, LM, RC Benedict, WR Maxon. North American Flora Volume 16, Part 1: Ophioglossaceae, Marattiaceae, Osmundaceae, Ceratopteridaceae, Schizeaceae, Gleicheniaceae, and Cyatheaceae (pars). Impresión original: 1909. 88 pp. Reimpreso: New York Botanical Garden, Bronx, New York. 1963. 88 pp.
- 1922. The origin of new varieties of Nephrolepis by orthogenetic saltation. Contributions, Brooklyn Institute of Arts and Sciences, Brooklyn Botanic Garden
- 1938. High school biology. Ed. The Macmillan Co. 724 pp.

- La abreviatura «Benedict» se emplea para indicar a Ralph Curtiss Benedict como autoridad en la descripción y clasificación científica de los vegetales.[1]